# De Tomaso Longchamp
La De Tomaso Longchamp è un'autovettura costruita dalla casa automobilistica italiana De Tomaso tra il 1973 ed il 1988.

## La nascita

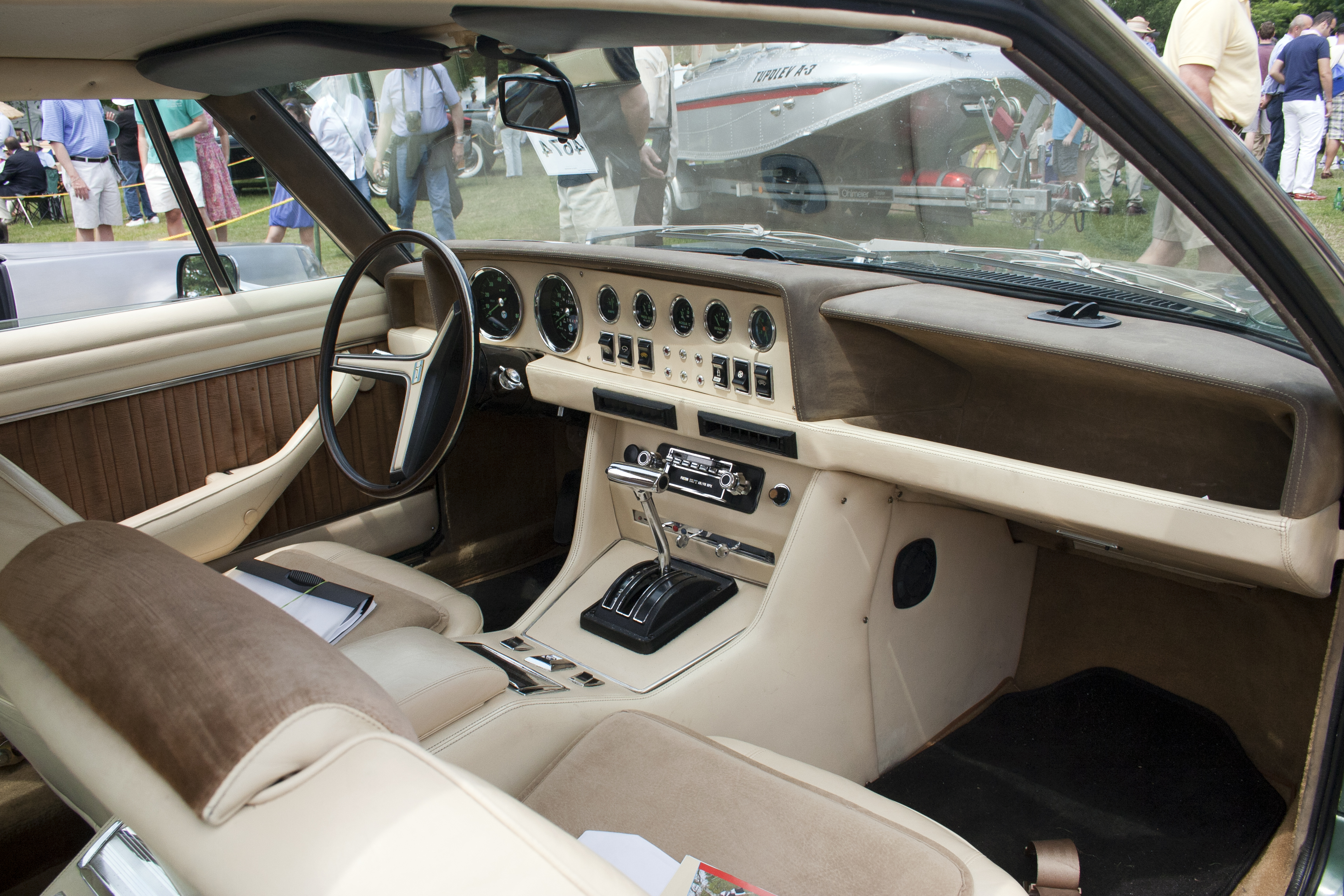
Interni di una De Tomaso Longchamp del 1974

Già nel 1969 De Tomaso, tramite la Carrozzeria Ghia (sotto il suo controllo dal maggio 1967), aveva presentato al salone di Parigi (e poi a quello di Torino) la sua prima coupé a motore anteriore, la Mustela, ma essa non andò in produzione e nel 1971 la casa modenese presentò la Zonda, affidandosi ancora al progettista Tom Tjaarda. Quest'ultima era anch'essa una vettura in configurazione "2+2", basata però sul pianale opportunamente accorciato della Deauville (con la quale condivideva la meccanica) e con un'estetica simile a quella della contemporanea Maserati Ghibli: mostrata ai dirigenti della Ford per poter siglare un accordo commerciale simile a quello già in essere per la Pantera, questi valutarono che la Zonda avrebbe avuto un prezzo di vendita troppo elevato per la loro clientela (per generare profitto avrebbe dovuto essere venduta a $ 14000, contro i $ 10000 della già costosa Pantera) e non diedero il loro benestare alla messa in produzione della vettura.
Dopo tale rifiuto, il progetto fu completamente ripensato e nel 1973 fu messa in produzione la Longchamp, che, benché la carrozzeria non avesse parti in comune, può essere considerata la versione coupé della berlina Deauville. Il pianale e la meccanica erano, infatti, comuni ai due modelli. Nonostante il designer (Tom Tjaarda della Ghia) fosse il medesimo, le due vetture avevano una linea completamente diversa e se la berlina s'ispirava alla Jaguar XJ6, la Longchamp ricordava (in modo più evidente nel frontale) la contemporanea Mercedes SLC.

## Tecnica

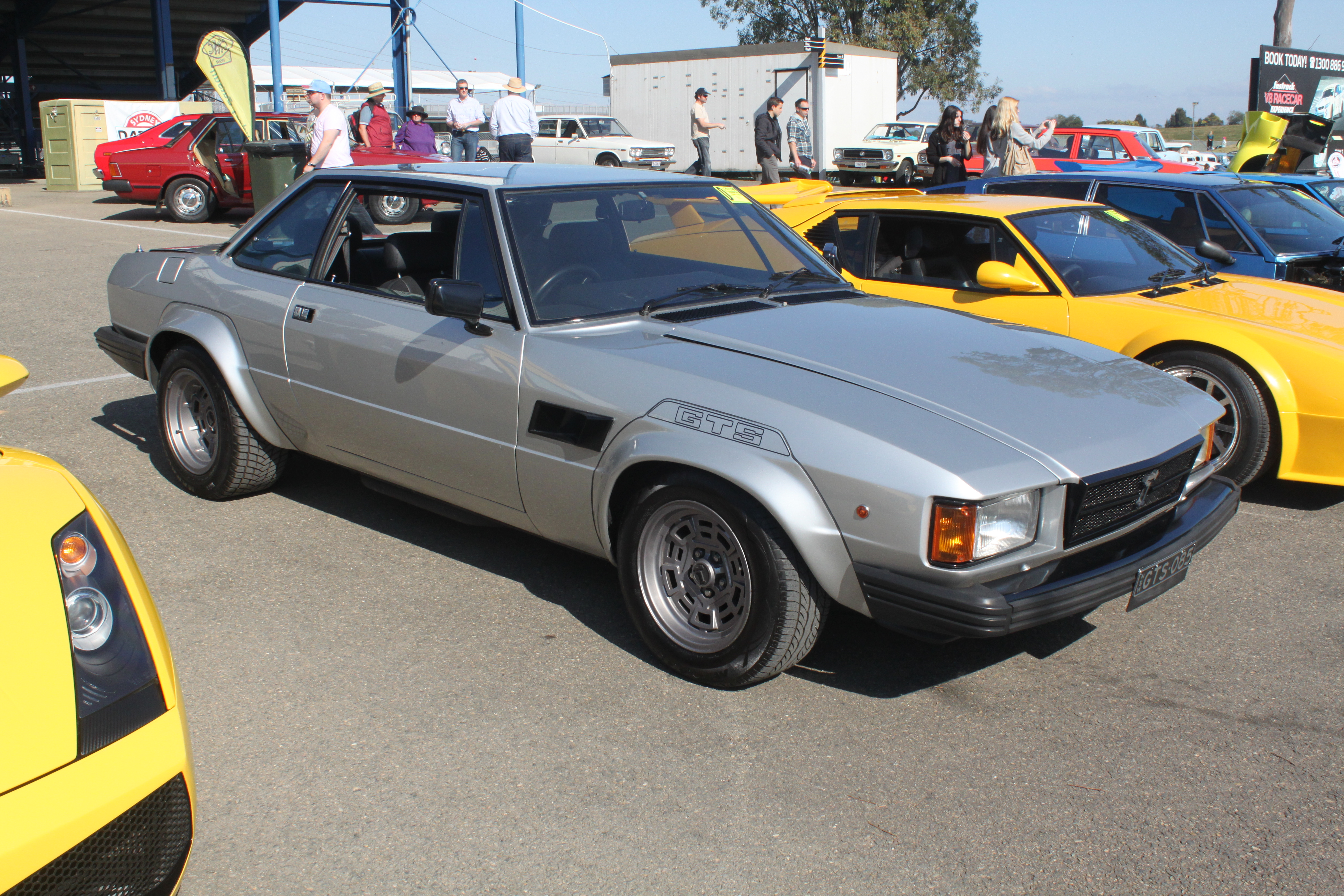
De Tomaso Longchamp GTS del 1985

A livello tecnico la vettura adottava soluzioni comuni a quelle della berlina Deauville ed adeguate alla sua "classe": trazione posteriore, motore V8 anteriore longitudinale, sospensioni a ruote indipendenti sia davanti che dietro e 4 freni a disco autoventilati. A spingere la nuova coupé di Modena ci pensava un V8 Ford Cleveland di 5763 cm³ da 300 CV, alimentato da un carburatore quadricorpo Holley ed abbinato ad una trasmissione manuale ZF a 5 rapporti o, in alternativa, ad un cambio automatico a 3 rapporti. In entrambi i casi il differenziale era di tipo autobloccante.
Oltre che in allestimento standard (più improntato al lusso), la Longchamp venne proposta anche in versione GTS, caratterizzata da un look muscoloso (parafanghi allargati, ruote in lega maggiorate (tipo Pantera GTS), mascherina sportiva, paraurti con spoiler) e da interni più sportivi. Il motore era quello dalla Pantera GTS da 330 CV.

## Evoluzione

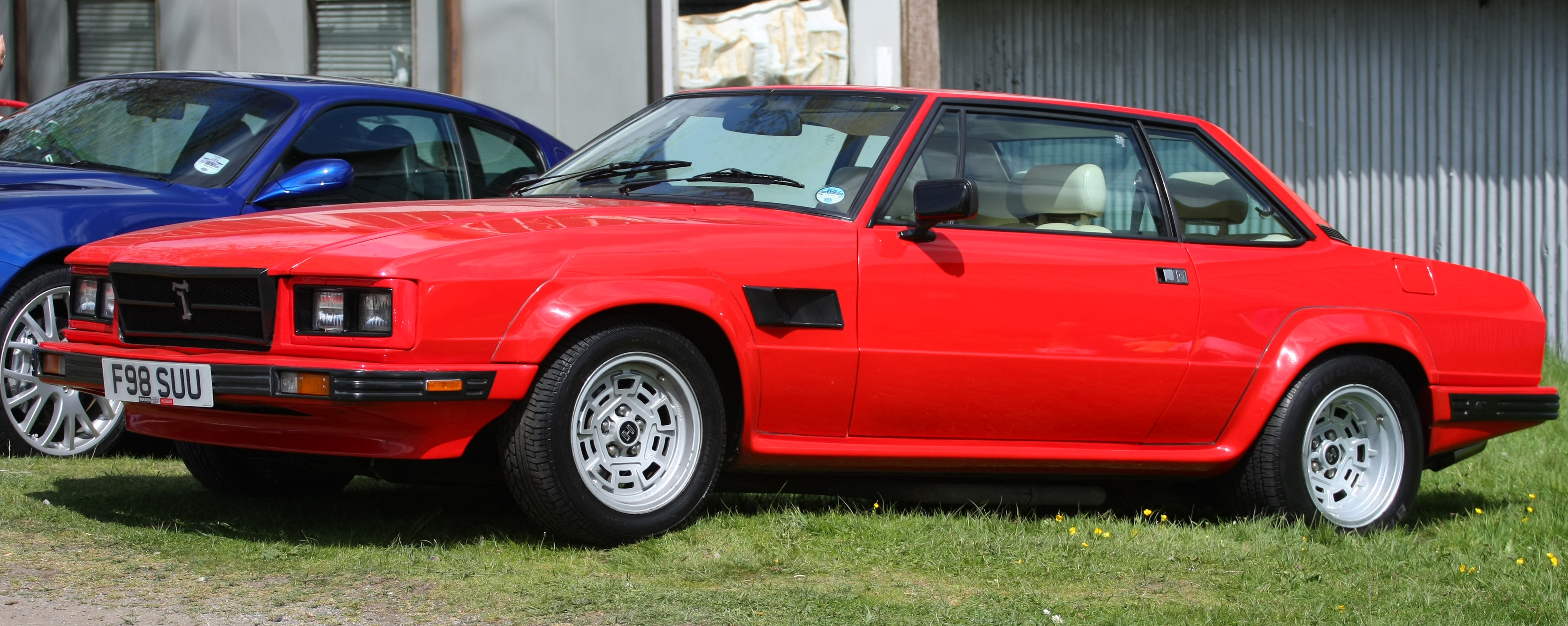
De Tomaso Longchamp del 1988

Nel 1976 la Longchamp, con carrozzeria lievemente modificata nel frontale, diede vita alla Maserati Kyalami. Dalla coupé De Tomaso la Kyalami ereditava anche l'intera meccanica, tranne il motore (che era il V8 Maserati).
La Longchamp subì poche modifiche nel corso della sua carriera. Nel 1980 adottò paraurti modificati (maggiorati e con cantonali in plastica) e miglioramenti alle finiture, mentre ne 1983 la versione coupé venne affiancata dalla spider (identica nella meccanica).
Tutte le versioni spider furono realizzate per conto della casa madre, dalla Carrozzeria Pavesi di Milano.
In tutto sono state prodotte, fino al 1988, 409 Longchamp (395 coupé e 14 spider).